# Parthenay-de-Bretagne
Parthenay-de-Bretagne (bretonisch: Parzheneg) ist eine französische Gemeinde mit 1802 Einwohnern (Stand: 1. Januar 2022) im Département Ille-et-Vilaine in der Region Bretagne. Sie gehört zum Arrondissement Rennes und zum Kanton Melesse.
Die Einwohner werden Parthenaisiens genannt.

## Geographie
Parthenay-de-Bretagne liegt etwa 15 Kilometer nordwestlich von Rennes am Fluss Cortadière.

### Nachbargemeinden
Umgeben ist Parthenay-de-Bretagne von den Nachbargemeinden Romillé im Norden und Nordwesten, Gévezé im Osten und Nordosten, La Mézière im Osten, Saint-Gilles im Süden, Clayea im Westen sowie Pleumeleuc im Nordwesten.

## Bevölkerungsentwicklung
| Jahr      | 1962 | 1968 | 1975 | 1982 | 1990 | 1999 | 2006 | 2012 |
| Einwohner | 330  | 309  | 311  | 391  | 478  | 563  | 1156 | 1436 |

## Sehenswürdigkeiten
- Kirche Notre-Dame aus dem 15. Jahrhundert, Umbauten aus dem 17. und 18. Jahrhundert, Monument historique seit 1939

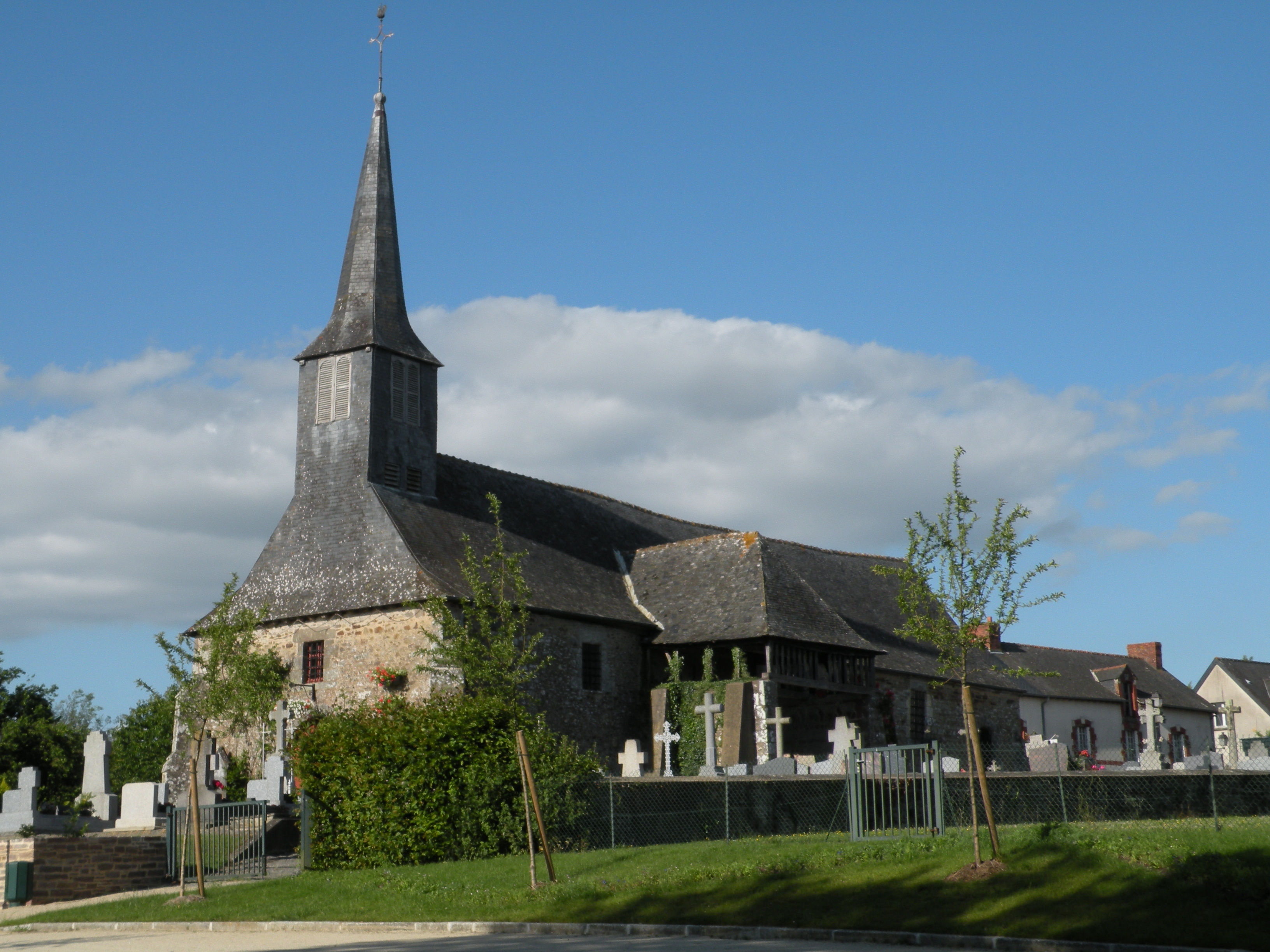
Kirche Notre-Dame